# Sejmik Województwa Dolnośląskiego
Sejmik Województwa Dolnośląskiego – organ stanowiący i kontrolny samorządu województwa dolnośląskiego. Istnieje od 1998 roku. Obecna, VII kadencja Sejmiku, trwa w latach 2024–2029.
Sejmik Województwa Dolnośląskiego składa się z 36 radnych, wybieranych w województwie dolnośląskim w wyborach bezpośrednich na kadencje trwające 5 lat (w latach 1998–2018 kadencja trwała 4 lata).
Siedzibą sejmiku województwa jest Wrocław.
Przewodniczącym Sejmiku Województwa Dolnośląskiego jest Jerzy Pokój, a marszałkiem województwa dolnośląskiego Paweł Gancarz.

## Wybory do Sejmiku
Radni do Sejmiku Województwa Dolnośląskiego są wybierani w wyborach co 5 lat (do 2018 co 4) w pięciu okręgach wyborczych, które nie mają swoich oficjalnych nazw. Zasady i tryb przeprowadzenia wyborów określa odrębna ustawa. Skrócenie kadencji sejmiku może nastąpić w drodze referendum wojewódzkiego.
| Okręg | Liczba radnych | Miasta na prawach powiatu | Powiaty                                                                                       |
| ----- | -------------- | ------------------------- | --------------------------------------------------------------------------------------------- |
| 1     | 8              | Wrocław                   | brak                                                                                          |
| 2     | 8              | brak                      | górowski, milicki, oleśnicki, oławski, strzeliński, średzki, trzebnicki, wołowski, wrocławski |
| 3     | 8              | Wałbrzych                 | dzierżoniowski, kłodzki, świdnicki, wałbrzyski, ząbkowicki                                    |
| 4     | 6              | Jelenia Góra              | bolesławiecki, kamiennogórski, karkonoski, lubański, lwówecki, zgorzelecki                    |
| 5     | 6              | Legnica                   | głogowski, jaworski, legnicki, lubiński, polkowicki, złotoryjski                              |

## Organizacja Sejmiku
Sejmik tworzy 36 radnych, wybierających spośród siebie przewodniczącego i 3 wiceprzewodniczących. Radni pracują w tematycznych komisjach stałych i doraźnych. Komisje stałe:
Komisja Budżetu i Finansów
Komisja Kultury, Nauki i Edukacji
Komisja Ochrony Środowiska i Gospodarki Wodnej
Komisja Polityki Rozwoju Regionalnego i Gospodarki
Komisja Polityki Społecznej, Zdrowia i Rodziny
Komisja Rewizyjna
Komisja Rolnictwa i Rozwoju Obszarów Wiejskich
Komisja Rozwoju Turystyki, Rekreacji i Sportu
Komisja Skarg, Wniosków i Petycji
Komisja Uchwałodawcza, Przestrzegania Prawa i Bezpieczeństwa
Komisja Współpracy Zagranicznej

## Radni Sejmiku (stany na koniec kadencji)

### I kadencja (1998–2002)
SLD: 25 
     PS: 2 
     UW: 9 
     AWS: 19 
Przewodniczący:
- Jarosław Kurzawa

Lista radnych
Krystyna Boratyńska (niezależna, poprzednio Sojusz Lewicy Demokratycznej i związana z PSL), Henryk Chodziak (SLD), Jolanta Chojnacka (Unia Wolności), Beata Chorąży-Szyszko (niezależna, poprzednio SLD), Czesław Cyrul (SLD), Tytus Czartoryski (Akcja Wyborcza Solidarność, Ruch Społeczny), Czesław Drąg (SLD), Jarosław Duda (AWS, Platforma Obywatelska), Mirosław Eder (SLD), Stanisław Filipiuk (SLD), Małgorzata Glaser-Witek (SLD), Stanisław Gwizda (SLD), Stanisław Hoffmann (AWS), Michał Huć (SLD), Witold Idczak (AWS, PO), Leon Kieres (niezależny, poprzednio UW), Wojciech Kondusza (SLD), Andrzej Kosiór (UW), Piotr Krygier (SLD), Andrzej Kubica (SLD), Jarosław Kurzawa (Polskie Stronnictwo Ludowe), Zbigniew Lech (AWS, Stronnictwo Konserwatywno-Ludowe – Ruch Nowej Polski), Bolesław Marciniszyn (AWS, RS), Jerzy Matusiak (AWS, ew. PO), Józef Medyński (SLD), Mateusz Morawiecki (AWS), Sławomir Najnigier (PO), Jerzy Nalichowski (AWS, RS), Michał Pater (SLD), Janusz Pezda (SLD), Henryk Pierzchalski (SLD), Adam Pierzchała (SLD), Jerzy Pokój (AWS, PO), Franciszek Połomski (UW), Krzysztof Prędki (AWS), Robert Raczyński (AWS), Piotr Rojek (UW), Marek Rostecki (AWS), Krzysztof Różycki (SLD), Władysław Sidorowicz (AWS, PO), Aleksander Skorupa (PO), Emilian Stańczyszyn (UW), Stanisław Stefanko (SLD), Jolanta Suława (SLD), Marek Szymański (SLD), Zdzisław Średniawski (PSL), Jerzy Terlecki (AWS, PO), Krystyna Toczyńska-Rudysz (AWS), Jan Waszkiewicz (AWS, RS), Jan Wieczorek (SLD), Artur Zieliński (UW), Jerzy Zieliński (AWS), Stanisław Żuk (AWS), Stanisław Żyjewski (SLD)

### II kadencja (2002–2006)
SLD-UP: 12 
     Samoobrona: 8 
     PSL: 2 
     US: 2 
     POPiS: 6 
     LPR: 6 
Prezydium
- Przewodniczący: Stanisław Jurcewicz
  - Wiceprzewodniczący: Wacław Berus
  - Wiceprzewodniczący: Piotr Borys
  - Wiceprzewodniczący: Mirosław Eder

Kluby radnych
- Sojusz Lewicy Demokratycznej – 7 radnych:
  - Czesław Cyrul, Mirosław Eder, Janusz Pezda, Leszek Ryk, Jan Rymarczyk, Roman Sadowski, Aleksandra Jolanta Suława
- Platforma Obywatelska – 7 radnych:
  - Piotr Borys, Stanisław Jurcewicz, Marek Łapiński, Andrzej Łoś, Ewa Rzewuska, Alicja Sokołowska, Marcin Zawiła
- Prawo i Samorządność – 6 radnych:
  - Prawo i Sprawiedliwość – Krystyna Franczak, Henryk Kuriata, Andrzej Pawluszek, Paweł Wróblewski
  - Partia Centrum – Danuta Kalisz, Małgorzata Radziewicz
- Federacyjny Klub Samorządowy – 5 radnych:
  - Kazimierz Bicz, Czesław Drąg, Sylwia Hanus, Rafał Kubacki (Polskie Stronnictwo Ludowe), Szymon Pacyniak
- Niezrzeszeni – 10 radnych:
  - Liga Polskich Rodzin – Dominika Kopeć, Artur Paprota, Tomasz Rola, Paweł Sulowski
  - Samoobrona Rzeczpospolitej Polskiej – Wacław Berus, Włodzimierz Bryłka, Marianna Kowalska
  - Jarosław Kurzawa (Socjaldemokracja Polska)
  - Ewa Mańkowska (Prawo i Sprawiedliwość)
  - Kazimierz Stańkowski (niezależny, poprzednio Samoobrona RP)

### III kadencja (2006–2010)
LiD: 4 
     Samoobrona: 3 
     PSL: 3 
     PO: 16 
     PiS: 10 
Prezydium
- Przewodniczący: Jerzy Pokój
  - Wiceprzewodniczący: Jarosław Charłampowicz
  - Wiceprzewodniczący: Jerzy Gierczak
  - Wiceprzewodniczący: Józef Pawlak

Kluby radnych
- Platforma Obywatelska – 15 radnych:
  - Ali Jean Eric Alira, Jarosław Charłampowicz, Julian Golak, Józef Kozłowski, Marek Łapiński, Agnieszka Muszyńska, Jacek Pilawa, Zbigniew Piotrowicz, Jerzy Pokój, Jan Rymarczyk, Alicja Sokołowska, Wojciech Sokołowski, Zbigniew Szczygieł, Jadwiga Szeląg, Jerzy Tutaj
- Prawo i Sprawiedliwość – 7 radnych:
  - Dorota Czudowska, Jerzy Gierczak, Rafał Holanowski, Paweł Hreniak, Piotr Milczanowski, Krzysztof Ślufcik, Marek Tomala
- Dolny Śląsk XXI – 6 radnych:
  - Andrzej Łoś, Ewa Rzewuska, Dariusz Stasiak, Patryk Wild, Paweł Wróblewski, Jerzy Zieliński
- Polskie Stronnictwo Ludowe – 5 radnych:
  - Wojciech Adamczak, Stanisław Longawa, Józef Pawlak, Grzegorz Skiba, Wojciech Smoliński
- Niezrzeszeni – 3 radnych:
  - Wacław Berus (Samoobrona Rzeczpospolitej Polskiej)
  - Marek Dyduch (Sojusz Lewicy Demokratycznej)
  - Tomasz Winnicki (PO)

### IV kadencja (2010–2014)
SLD: 4 
     PSL: 1 
     PO: 15 
     KWW Rafała Dutkiewicza: 9 
     PiS: 7 
Prezydium
- Przewodniczący: Barbara Zdrojewska
  - Wiceprzewodniczący: Grażyna Malczuk
  - Wiceprzewodniczący: Krzysztof Skóra
  - Wiceprzewodniczący: Paweł Wróblewski

Kluby radnych
- Platforma Obywatelska – 15 radnych:
  - Michał Bobowiec, Julian Golak, Dorota Gromadzka, Anna Horodyska, Józef Kozłowski, Iwona Krawczyk, Janusz Mikulicz, Agnieszka Muszyńska, Jacek Pilawa, Jerzy Pokój, Wioletta Susmanek, Zbigniew Szczygieł, Jadwiga Szeląg, Jerzy Tutaj, Barbara Zdrojewska
- Obywatelski Dolny Śląsk – 9 radnych:
  - Marek Laryś, Andrzej Łoś, Janusz Marszałek, Tymoteusz Myrda, Marek Obrębalski, Ewa Rzewuska, Dariusz Stasiak, Patryk Wild, Paweł Wróblewski
- Prawo i Sprawiedliwość – 7 radnych:
  - Leszek Dąbrowski, Elżbieta Gaszyńska, Paweł Hreniak, Andrzej Jaroch, Tadeusz Stefan Lewandowski, Krzysztof Skóra, Piotr Sosiński
- Sojusz Lewicy Demokratycznej – Polskie Stronnictwo Ludowe – 5 radnych:
  - SLD – Marek Dyduch, Michał Huzarski, Grażyna Malczuk, Piotr Żuk
  - PSL – Grażyna Cal

### V kadencja (2014–2018)
SLD Lewica Razem: 2 
     PO: 16 
     PSL: 5 
     BS: 4 
     PiS: 9 
Prezydium
- Przewodniczący: Paweł Wróblewski
  - Wiceprzewodniczący: Julian Golak
  - Wiceprzewodniczący: Kazimierz Huk
  - Wiceprzewodniczący: Krzysztof Skóra

Kluby radnych
- Bezpartyjni Samorządowcy – 12 radnych:
  - Obywatelski Dolny Śląsk – Janusz Marszałek, Jerzy Michalak, Tymoteusz Myrda, Marek Obrębalski, Ewa Rzewuska, Patryk Wild, Paweł Wróblewski
  - Michał Bobowiec, Julian Golak, Czesław Kręcichwost, Cezary Przybylski, Ewa Zdrojewska
- Dolnośląski Klub Porozumienie – PO, PSL, SLD – 11 radnych:
  - Platforma Obywatelska – Anna Horodyska, Iwona Krawczyk, Jacek Pilawa, Zbigniew Szczygieł, Jadwiga Szeląg, Monika Włodarczyk
  - Polskie Stronnictwo Ludowe – Kazimierz Huk, Ewa Mańkowska, Tomasz Pilawka, Tadeusz Samborski
  - Sojusz Lewicy Demokratycznej – Marek Dyduch
- Prawo i Sprawiedliwość – 8 radnych:
  - Tytus Czartoryski, Piotr Dytko (Porozumienie), Andrzej Jaroch, Sergiusz Kmiecik (Porozumienie), Tadeusz Stefan Lewandowski, Radosław Pobol, Krzysztof Skóra, Piotr Sosiński
- Niezrzeszeni – 4 radnych:
  - Grażyna Cal (niezależna, poprzednio Klub Radnych Bezpartyjnych)
  - Kazimierz Janik (niezależny, poprzednio Dolnośląski Ruch Samorządowy)
  - Ryszard Lech (Z Dutkiewiczem dla Dolnego Śląska)
  - Aldona Wiktorska-Święcka (niezależna, poprzednio Klub Radnych Bezpartyjnych)

### VI kadencja (2018–2024)
KO: 13 
     Z Dutkiewiczem dla Dolnego Śląska: 2 
     PSL: 1 
     BS: 6 
     PiS: 14 
Prezydium
- Przewodniczący: Jerzy Pokój
  - Wiceprzewodniczący: Andrzej Kredkowski
  - Wiceprzewodniczący: Marek Obrębalski

Kluby radnych
- Prawo i Sprawiedliwość – 14 radnych:
  - Jacek Baczyński, Małgorzata Calińska-Mayer, Tytus Czartoryski, Jerzy Dec, Andrzej Jaroch, Piotr Karwan, Andrzej Kredkowski, Marcin Krzyżanowski, Paweł Kura, Grzegorz Macko, Anna Michalska (Suwerenna Polska), Damian Mrozek, Ewelina Szydłowska-Kędziera, Teresa Zembik
- Koalicja Obywatelska – 9 radnych (wszyscy Platforma Obywatelska):
  - Wojciech Bochnak, Anna Brok, Marek Łapiński, Jan Michalski, Jerzy Pokój, Aleksander Skorupa, Zbigniew Szczygieł, Jadwiga Szeląg, Monika Włodarczyk
- Nowa PL – 5 radnych:
  - Nowoczesna – Jacek Iwancz, Magdalena Piasecka
  - Unia Europejskich Demokratów – Stanisław Huskowski
  - Ryszard Lech, Marzena Majdzik
- Bezpartyjni Samorządowcy – 4 radnych:
  - Michał Bobowiec, Tymoteusz Myrda, Marek Obrębalski, Cezary Przybylski
- Koalicja Samorządowa – 3 radnych:
  - Dolnośląska Koalicja Samorządowa – Dariusz Stasiak, Patryk Wild
  - Stowarzyszenie Lewicy Demokratycznej – Mirosław Lubiński
- Niezrzeszeni – 1 radny:
  - Stanisław Jurcewicz (Polska 2050)

### VII kadencja (2024–2029)
Lewica: 1 
     KO: 15 
     TD: 4 
     BS: 3 
     PiS: 13 
Prezydium
- Przewodniczący: Jerzy Pokój
- Wiceprzewodniczący: Marek Łapiński
- Wiceprzewodniczący: Damian Mrozek
- Wiceprzewodniczący: Cezary Przybylski

Kluby radnych
- Koalicja Obywatelska – 16 radnych:
  - Platforma Obywatelska – Wojciech Bochnak, Marcin Borys, Adam Jaśnikowski, Mateusz Jędrachowicz, Ewa Kocemba, Piotr Kraczkowski, Marek Łapiński, Sławomir Piechota, Jerzy Pokój, Jarosław Rabczenko, Alina Szełemej, Monika Włodarczyk
  - Nowoczesna – Dorota Galant, Magdalena Piasecka
  - Stowarzyszenie Lewicy Demokratycznej – Mirosław Lubiński
  - Karolina Hołownia-Twardowska
- Prawo i Sprawiedliwość – 13 radnych:
  - Magdalena Brodowska, Małgorzata Calińska-Mayer, Przemysław Czarnecki, Tytus Czartoryski, Paweł Grabek, Piotr Karwan, Andrzej Kredkowski, Marcin Krzyżanowski, Paweł Kura, Łukasz Lach, Damian Mrozek, Krzysztof Mróz, Ewelina Szydłowska-Kędziera
- Polskie Stronnictwo Ludowe i Bezpartyjni Samorządowcy – 5 radnych:
  - BS – Tymoteusz Myrda, Cezary Przybylski, Michał Rado
  - PSL – Kamil Barczyk, Paweł Gancarz
- Niezrzeszeni – 2 radne:
  - Natalia Gołąb (niezależna, poprzednio Polska 2050)
  - Katarzyna Lubiniecka-Różyło (Nowa Lewica)

## Oficjalne wyniki wyborów do Sejmiku

### 1998[19]
|  | Komitet wyborczy             | Mandaty |
|  | ---------------------------- | ------- |
|  | Sojusz Lewicy Demokratycznej | 25      |
|  | Akcja Wyborcza Solidarność   | 19      |
|  | Unia Wolności                | 9       |
|  | Przymierze Społeczne         | 2       |
|  | Razem                        | 55      |

### 2002[20]
|  | Komitet wyborczy                               | Mandaty |
|  | ---------------------------------------------- | ------- |
|  | Sojusz Lewicy Demokratycznej – Unia Pracy      | 12      |
|  | Samoobrona Rzeczpospolitej Polskiej            | 8       |
|  | Platforma Obywatelska – Prawo i Sprawiedliwość | 6       |
|  | Liga Polskich Rodzin                           | 6       |
|  | Unia Samorządowa                               | 2       |
|  | Polskie Stronnictwo Ludowe                     | 2       |
|  | Razem                                          | 36      |

### 2006[21]
|  | Komitet wyborczy                    | Mandaty |
|  | ----------------------------------- | ------- |
|  | Platforma Obywatelska               | 16      |
|  | Prawo i Sprawiedliwość              | 10      |
|  | Lewica i Demokraci                  | 4       |
|  | Polskie Stronnictwo Ludowe          | 3       |
|  | Samoobrona Rzeczpospolitej Polskiej | 3       |
|  | Razem                               | 36      |

### 2010[22]
|  | Komitet wyborczy             | Mandaty |
|  | ---------------------------- | ------- |
|  | Platforma Obywatelska        | 15      |
|  | KWW Rafała Dutkiewicza       | 9       |
|  | Prawo i Sprawiedliwość       | 7       |
|  | Sojusz Lewicy Demokratycznej | 4       |
|  | Polskie Stronnictwo Ludowe   | 1       |
|  | Razem                        | 36      |

### 2014[23]
|  | Komitet wyborczy           | Mandaty |
|  | -------------------------- | ------- |
|  | Platforma Obywatelska      | 16      |
|  | Prawo i Sprawiedliwość     | 9       |
|  | Polskie Stronnictwo Ludowe | 5       |
|  | Bezpartyjni Samorządowcy   | 4       |
|  | SLD Lewica Razem           | 2       |
|  | Razem                      | 36      |

### 2018[24]
|  | Komitet wyborczy                  | Mandaty |
|  | --------------------------------- | ------- |
|  | Prawo i Sprawiedliwość            | 14      |
|  | Koalicja Obywatelska              | 13      |
|  | Bezpartyjni Samorządowcy          | 6       |
|  | Z Dutkiewiczem dla Dolnego Śląska | 2       |
|  | Polskie Stronnictwo Ludowe        | 1       |
|  | Razem                             | 36      |

### 2024[25]
|  | Komitet wyborczy         | Mandaty |
|  | ------------------------ | ------- |
|  | Koalicja Obywatelska     | 15      |
|  | Prawo i Sprawiedliwość   | 13      |
|  | Trzecia Droga            | 4       |
|  | Bezpartyjni Samorządowcy | 3       |
|  | Lewica                   | 1       |
|  | Razem                    | 36      |